# Pinba
Pinba — бесплатный серверный программный инструмент для сбора статистики и мониторинга PHP скриптов в реальном времени, использующий базу данных MySQL в качестве интерфейса. Предназначен для высоконагруженных проектов с большим количеством кода. Распространяется под лицензией GNU GPL.
Pinba получает статистические данные от потоков PHP через протокол UDP, что позволяет использовать его на высоконагруженных production-серверах, не замедляя их работу. Pinba не является инструментом для отладки приложений, однако позволяет находить узкие места в продукте, оценивать время исполнения фрагментов кода, количество вызовов функций, возникающие ошибки и т. д.
Отчёты, формируемые Pinba, в дальнейшем могут обрабатываться и показываться в удобном интерфейсе для разработчиков. Pinba формирует два вида отчётов: общие данные по времени исполнения скриптов, CPU, потребление памяти, объём данных с разбивкой по скрипту; данные по пользовательским таймерам, добавленным в код продукта.
Статистические данные в сервере циклически очищаются — предполагается, что данные должны использоваться немедленно или в течение минимального времени, необходимого на их обработку.

## Пользователи
- Социальная сеть Badoo, разработчик Pinba

## Разработчики
- Андрей Нигматулин - проектирование, разработка первой версии
- Алексей Рыбак - проектирование, идеи и критика
- Антон Довгаль - разработчик текущей версии